# 桃花潭鎮
桃花潭鎮（とうかたん-ちん）は、中華人民共和国安徽省宣城市涇県に位置する鎮。中国の盛唐の詩人の李白はここで『贈汪倫』を詠んだ。

## 行政区画
以下を管轄する
- 龍潭村
- 桃花潭村
- 桃花渡村
- 新民村
- 水口村
- 連虹村
- 包村村
- 清渓村
- 蘇嶺村
- 合渓村
- 大和村
- 鴻娥村
- 厚岸村
- 観陽村
- 烏石村
- 前岸村
- 宝峰村
- 南沖村
- 査済村
- 菥荻村